# Communauté de communes Limagne-Bords d’Allier
Die Communauté de communes Limagne-Bords d’Allier ist ein ehemaliger französischer Gemeindeverband mit der Rechtsform einer Communauté de communes im Département Puy-de-Dôme in der Region Auvergne-Rhône-Alpes. Sie wurde am 15. Dezember 1999 gegründet und umfasste fünf Gemeinden. Der Verwaltungssitz befand sich im Ort Maringues.

## Historische Entwicklung
Mit Wirkung vom 1. Januar 2017 fusionierte der Gemeindeverband mit  
- Communauté de communes des Coteaux de Randan und
- Communauté de communes de Nord Limagne

und bildete so die Nachfolgeorganisation Communauté de communes Plaine Limagne.

## Ehemalige Mitgliedsgemeinden
1. Limons
2. Luzillat
3. Maringues
4. Saint-André-le-Coq
5. Saint-Denis-Combarnazat